# 일본의 경찰

일본의 경찰 상징표.

일본 경찰(일본어: 日本 警察)은 일본 경찰법 2조 1항에 정해진대로 일본에서 개인의 생명, 신체 및 재산의 보호에 임하며, 범죄의 예방, 진압 및 수사, 피의자 체포, 교통의 단속 외 공공의 안전과 질서 유지를 책무로 하는 행정의 작용을 말한다. 일상적인 용어로는 이러한 활동을 하는 조직, 또는 공무원을 가리킨다.
일본에서 근무하는 공무원 중에서, 그에 적합한 연수를 수료해서 실제의 경찰 활동을 집행하는 경찰 직원을 따로 "경찰관"이라고 부른다. 경찰 기관에 근무하는 직원 중에서 각종 경찰 사무를 담당하고 있으나 경찰 수첩이나 권총·수갑을 보관 유지하지 않고 현장의 경찰 활동에는 종사하지 않는 경찰 직원을 "일반 직원"이라고 총칭한다. 일본 경찰청에서는 사무직의 사무관과 통신 활동이나 과학 수사에 종사하는 기술직과 구별하여 관리하고 있다.

## 활동
일본에서 범죄의 예방이나 치안 유지 등의 활동을 행정경찰활동(行政警察活動), 이미 일어난 범죄에 대한 수사나 범인 체포 등의 활동을 사법경찰활동(司法警察活動)이라고 부르며, 일본의 경찰 활동에서는 이 두 개가 구별되어 관리되고 있다.
소란·내란을 사전에 막아, 일본 국내의 안전을 유지하는 것을 목적으로 하는 공안경찰활동(公安警察活動), 문제가 발생했을 경우 이것을 진압하는 치안경찰활동(治安警察活動)은 넓은 의미에서 행정경찰활동에 포함되지만, 시민의 인권의 측면에서 행사되는 공권력이 강해짐으로써, 이들은 특별하게 취급되기도 한다.

## 역사
일본의 경찰 제도는 메이지 시대에 신정부가 창설된 후, 1871년(메이지 4년)에 나졸(邏卒 라소쓰[*])이 설치된 것으로 시작된다. 메이지 시대 초기에 경찰권은 병부성(兵部省 효부쇼[*]), 형부성(刑部省 교부쇼[*]) 등이 가지고 있었지만, 경찰이 창설되어 설치될 때, 1871년에 경찰권은 사법성(司法省 시호쇼[*])에 넘겨지게 되어 도쿄부나졸(東京府邏卒)은 사법성에 관할을 옮겼다. 신정부에서 가와지 도시요시(川路 利良)가 영국,프랑스에서 배운 제도 개혁을 추진하여 총괄 기관으로 경보료(警保寮)를 내무성으로 옮겨온 뒤, 1874년에 수도 경찰 기관으로 도쿄 경시청(東京警視庁)을 설립한다.
이후 경찰은 국가가 주도하는 체제 아래에서 관할 중앙 부처의 권한 위임도 많이 행해졌지만, 최종적으로 내무성에 경찰권이 위임되어 내무성의 국가 경찰, 국가 직속의 수도 경찰(경시청), 각 도도부현 지사가 직접 관리하에 둘 수 있는 지방 경찰의 체제로 정착된다.
1933년에 오사카시의 덴로쿠 교차점에서 일어난 고스톱 사건(덴로쿠 사건)에서, 일본 육군과 일본 경찰의 대규모 항쟁이 일어나, 이 후, 현역 군인에 대한 행정 조치는 경찰이 아니고 헌병이 실시하는 것이 되어서 군부가 법을 넘어 점차 국가의 주도권을 가지는 계기의 하나가 되었다.
제2차 세계 대전 후에는 연합군 최고사령부(GHQ, SCAP)에 의해 이전 까지의 경찰은 폐지되어 1948년에 경찰법이 정해진다. 국가 지방 경찰과 자치체 경찰의 지방 분권이 있지만 1954년에는 경찰법이 개정되어 경찰청-경시청·도도부현 경찰로 통일되고 오늘까지 이르고 있다,

## 경찰 조직
일본의 경찰 조직은 국가 기관으로서 내각부의 외국인 국가공안위원회의 관리 아래에 경찰청과 그 지방 기관인 도호쿠, 간토, 주부, 긴키, 주고쿠, 규슈의 6개의 관구 경찰국이 설치되어 있다.
경찰청과 관구 경찰국은 주로 정책·관리적인 업무를 담당하며, 수사·단속 등 경찰의 본래 업무를 담당하는「실제 경찰」의 역할은 다음에 기술하는 바와 같이 경시청과 도도부현 경찰본부가 맡고 있지만, 예외적으로 일본 왕실의 경호를 담당하는 황궁경찰본부는('현장'적인 조직이지만) 국가 관리아래로 두기 위해, 경시청이 아니고 경찰청의 부속 기관으로서 설치되어 있다.
덧붙여 국제적인 범죄나 각국 경찰 조직의 연락 조정은 182개국 경찰이 가맹하는 국제형사경찰기구(ICPO, 인터폴)가 관할하고 있고, 일본은 1952년부터 가입하여, 일본의 대표는 경찰청이 담당하고 있다
지방 자치체의 기관으로서는 각 도도부현 공안위원회의 관리 아래에 각 도도부현 경찰본부가 설치되어 일본의 경찰 조직의 기본 구조가 되고 있다. 다만, 아래와 같은 예외가 있다.
- 도쿄도의 경우에는 '도쿄 도 경찰본부'가 아니고 〈경시청〉이라는 명칭이며, 가장 높은 사람의 호칭도 '본부장'이 아니고 오래된 호칭인 '경시총감'이라 불린다. 또한, 경시총감의 임명은 내각의 동의가 필요하고, 이 점은 다른 도도부현 본부장과 다른 점이다.

- 도쿄도와 홋카이도는 국가 기관으로서 경찰청의 지방 기관이 설치되어 있지 않다.
  - 이유를 말하자면, 도쿄 도와 홋카이도는 관구와 동일한 영역 및 규모로서, 경시청 또는 홋카이도 경찰 본부가(지방 자치체의 기관이면서) 경찰청의 지방 기관의 기능을 겸해서, 경찰청이 직접적으로 지휘·조정을 하는 것이 효율적이라고 생각해서일 수도 있다.

- 홋카이도 공안위원회는, 그 관할을 5개의 방면으로 나누고 있다. 그 중 삿포로 방면만은 직할로 하며, 하코다테, 아사히카와, 기타미, 구시로의 4 방면으로 방면 공안위원회를 설치하고 있다. 거기에 따라, 홋카이도 경찰도 방면 공안 위원회가 놓인 방면을 소관하는 방면 본부를 설치하고 있지만, 삿포로 방면은 홋카이도 경찰본부의 직할로 있기 때문에 삿포로 방면 본부는 설치되지 않는다. 덧붙여서, 1953년 4월 1일의 개정까지는 삿포로 방면에도 방면 공안 위원회 및 방면 본부가 놓여 있었다.

### 경찰청과 지방 경찰의 관계
일본의 경찰 조직은 도도부현이 주체가 되어 설치되어(경찰법 제 36조), 경찰 조직이 도도부현에서 국가의 법정수탁사무(다른말로 기관위임사무)로서 실시하는 사무는 아니기 때문에, 일반적으로는 지방자치제 경찰로 간주되고는 있다. 그렇지만, 도도부현 공안위원회가 아닌, 국가 기관인 경찰청이 도도부현 경찰에 지휘 명령권을 가지는 것, 경찰청 및 도부현경의 경찰 본부의 간부(이른바 캐리어 공무원)는 국가 공무원인 것에서 사실상 국가 경찰이 아닌가 하는 의견도 있다.(비캐리어 공무원도 경시정 이상으로 승진하면 국가 공무원이 된다.)
미국 경찰의 경우도 이와 같이 '경찰 위원회'가 시(市) 단위부터 있지만, 일본의 그것보다 권한이 강하다. 특히 뉴욕이나 샌프란시스코 등 대도시권 경찰은, 시장의 직접 관리하에 놓여 처분이나 권고·벌칙 등도 시장→시경찰본부장→시경찰관이라고 하는 순서로 실시할 수 있다.
이것은 시경찰본부장이 시장의 관리 아래 부하나 명령을 받는 입장에 있기 때문이지만, 일본의 경우는 경시청을 예를 들면 도쿄 도지사 → 경시총감이라고 하는 서열은 이루어지지 않고, 법령상으로도 경시총감은 도쿄 도지사의 예하도 아니며 부하도 아니다. 경시총감에게 처분을 내릴 수 있는 것은 국가 공안 위원회(경찰청) 뿐이다.
이런 점에서, 관선이라고 해도, 의회의 제약을 받았던 지사의 지휘 명령을 받는 전쟁(2차대전) 전의 부현경찰부(府県警察部) 쪽이, 현재의 경찰보다 자치체 경찰에 가까웠을 라는 의견도 있다.

### 자위대의 경무대
자위대는 기지·주둔지 등의 시설내에 위치한 특수성으로 인해, 부대내에서의 범죄 행위의 단속에 대해 자위대법 등에서 특례가 정해져 있으며, 원칙으로서 도도부현 경찰이 아닌, 자위관중에서 임명되는 특별 사법경찰 직원인 경무관(警務官)·경무관보(警務官補)가 수사 등을 실시하게 되어 있다.
다만, 그 때도 경찰·해상보안청(海上保安庁) 등 다른 기관과의 연계를 유지하는 것이 담보되어 있고 (예：1970년에 일어난 미시마 유키오에 의한 육상 자위대 동부 방면 총감부 난입·점거 사건의 처리, 2005년에 연달아 발각된 자위관의 약물 오염), 대외에 있어서의 범죄 행위에 대해서는 당연하게 도도부현 경찰의 관할권이 미치게 된다. 덧붙여서 자위대에는 검찰도 군법 회의도 없기 때문에, 자위대원의 범죄에 대해서 독자적으로 법적 처분을 하는 일은 할 수 없다.
또한, 자위대 시설에 허가없이 들어가는 사람에 대해서만, 체포권을 가지고 있다.

## 계급

### 경찰관
경찰법 제62조에 의해 9계급으로 분류된다.
경찰청장관은 계급을 가지지 않기 때문에 계급장이 없지만, 경시총감의 계급장보다 일장이 1개 많은 합계 5개의 일장을 배치한 것을「경찰청장관장」으로서 규정해, 견장으로서 착용하고 있다.
순사부장으로 승진이 곤란한 순사（승진을 바라지 않고 굳이 시험을 보지 않는 사람도 포함한다）중 일정한 조건을 만족하는 을「순사장」에 임명하는 제도가 있다. 직책이나 대우는 순사보다 올라 순사장으로서의 계급장도 부여되지만, 국가공안위원회 규칙으로 설치된 제도이기 때문에 정식 계급은 아니고, 법률상으로는 순사이다.（정확한 표기가 필요한때는「순사장인 순사」 라고 한다.）
- 경찰청장관(警察庁長官, 경찰법상에서는 계급이 아니나, 경찰관 중 최고위)
- 경시총감(警視總監, 경시청의 장으로써, 최고위계급）
- 경시감(警視監, 경찰청차장, 경찰청 각 국장, 경시청부총감, 관구경찰국장, 홋카이도・오사카부・교토부 및 대규모 현 경찰본부장, 경찰대학교 교장 등)
- 경시장(警視長, 경찰청과장, 중소규모 현 경찰본부장, 대규모 현 경찰본부의 부장급 등)
- 경시정(警視正, 경찰청이사관, 경시청과장, 현경찰본부의 부장급, 대규모 경찰서의 서장급)
- 경시 (警視, 소속장급 : 경찰본부의 참사관, 중소규모 경찰서의 서장, 현경찰본부의 과장 등 기타 : 부서장・차석, 경찰본부의 관리관, 조사관, 경찰서의 형사관, 지역관 등)
- 경부(警部, 경찰서의 각 과장, 현경찰본부의 과장보좌급 등)
- 경부보（警部補, 경찰서의 계장급)
- 순사부장 (巡査部長, 경찰서의 주임급)
- 순사장(巡査長, 순사장에 관한 규칙(1967년 국가공안위원회 규칙 제3호）그리고 정해진 호칭·직위, 경찰법상은 순사)
- 순사(巡査)

경시감, 경시장, 경시정의 계급에 있는 사람 중 경찰청(관구경찰국 포함)에 근무하고 있는 사람은 당연하게 국가 공무원이지만, 도도부현 경찰에 근무하는 사람(경시총감 포함)도 국가 공무원이며, 이런 경우 지방경무관(地方警務官)이라고 부른다. 경시, 경부, 경부보, 순사 부장, 순사(순사장 포함)의 계급에 있는 사람 중 경찰청(관구경찰국 포함)에 근무하고 있는 사람은 국가 공무원이지만, 그 이외의 도도부현 경찰에 근무하는 사람은 지방공무원이다.
그 때문에, 경시 이하의 계급에 있는 경우, 국가 공무원이라면 경찰청 경시, 경찰청 경부 등, 지방공무원이라면 ○●현 경시, ●○현 경부 등(도쿄도의 경우는 경시청 경시, 경시청 경부 등)으로 칭하는 것이 정식적인 관직 명칭이다.
이 밖에도, 계급과는 별도로 서장이나 과장 등의 직함도 있다. 또, 직무에는 관계없이, 그 계급에 대한 애칭과 같은 것도 있지만, 이것은 각 현에 따라 차이가 있다.(예를 들면 반장은 경시청에서는 순사장이지만, 지바현경찰에서는 경부보를 가리킨다).

### 경찰관 이외의 경찰 직원
경찰관 이외의 경찰 직원에 대해서는 계급은 없고, 국가 공무원에 있어서는, 신분 종별인 사무관, 기술관이 그대로 계급에 상당해서 호칭된다. 지방 공무원에 대해서는, 종래에는, 사무관리, 기술관리가 계급에 상당해서 호칭되었다. 그러나, 지방 자치법의 개정에 수반돼서 경찰법에서 사원(吏員)이 삭제되었기 때문에, 각 도도부현 경찰은 새롭게 신분 칭호를 제정해, 2007년 4월부터 일반 직원, 직원, 사무직원, 기술 직원등과 각 도도부현 경찰 각각의 신분 칭호가 계급에 상당해서 호칭으로서도 사용되고 있다. 정식으로는 경시청 및 도부현 경찰에서는 ○●현 경찰 일반 직원 등으로 칭한다.
이 외 지방 공무원의 경우에는, 경찰 조직내의 직함을 넣어 주사(主事), 기사(技師)등의 행정직상의 직위를 넣으면 된다.

## 같이 보기
- 신선조